# Blooming Prairie
La ville de Blooming Prairie est située dans le comté de Steele, dans l’État du Minnesota, aux États-Unis. Sa population s’élevait à 1 996 habitants lors du recensement de 2010, estimée à 1 987 habitants en 2016. À noter qu’une fraction de Blooming Prairie s’étend sur le comté de Dodge.

## Personnalité liée à la ville
Jay Christianson est né à Blooming Prairie en 1961.